# 塔杰尔·麦考尔
塔杰尔·麦考尔（英語：Tahjere McCall，1994年8月17日—）為美國男子籃球運動員，現效力於VTB聯賽庫班火車頭。

## 職業生涯
2021年3月，麦考尔與奧爾良盧瓦雷簽下一個月傷病合約。2021年8月，凱恩斯太攀蛇與麦考尔簽下2021-22賽季合約。2022年4月，奧塔哥金塊引進麦考尔。2022年5月，凱恩斯太攀蛇與麦考尔簽下兩年合約。2023年3月，麦考尔加入普羅旺斯福斯。2024年2月，霍隆夏普爾引進麦考尔。2024年11月26日，中国男子篮球职业联赛广州龙狮與麦考尔簽約。12月3日，广州龙狮完成註冊麦考尔。2025年2月7日，VTB聯賽庫班火車頭與麦考尔簽約至2024-25賽季結束。

## 外部連結
- 塔杰尔·麦考尔在fiba.basketball（英语）
- 塔杰尔·麦考尔在NBA（英语）
- 塔杰尔·麦考尔在VTB聯賽（英语）
- 塔杰尔·麦考尔在中国男子篮球职业联赛
- 塔杰尔·麦考尔在Basketball-Reference.com（NBA）（英语）
- 塔杰尔·麦考尔在Basketball-Reference.com（NBA G聯盟）（英语）
- 塔杰尔·麦考尔在Basketball-Reference.com（國際）（英语）
- 塔杰尔·麦考尔在Sports-Reference.com（NCAA）（英语）
- 塔杰尔·麦考尔在ESPN（NBA）（英语）
- 塔杰尔·麦考尔在Eurobasket.com（球員）（英语）
- 塔杰尔·麦考尔在Proballers（英语）
- 塔杰尔·麦考尔在RealGM（英语）
- 塔杰尔·麦考尔在中国篮球数据库
- 塔杰尔·麦考尔在Flashscore（英语）